# Giuseppe Bofondi
Giuseppe Bofondi (né le 24 octobre 1795 à Forlì, dans l'actuelle région d'Émilie-Romagne, alors dans les États pontificaux et mort le 2 décembre 1867 à Rome) est un cardinal italien du XIXe siècle.

## Biographie
Giuseppe Bofondi est créé cardinal in pectore par le pape Pie IX lors du consistoire du 21 décembre 1846. Sa création est publiée le 11 juin 1847. Le cardinal Bofondi est légat apostolique à Ravenne,  cardinal secrétaire d'État en 1848 et préfet de la Congrégation du census à partir de 1849.

## Sources
- Fiche du cardinal Giuseppe Bofondi sur le site fiu.edu